# توماس اگی‌پونگ
توماس اگی‌پونگ (انگلیسی: Thomas Agyepong؛ زادهٔ ۱۰ اکتبر ۱۹۹۶) بازیکن فوتبال اهل غنا است که در پست مهاجم در باشگاه فوتبال منچستر سیتی بازی می‌کند. وی در گذشته به باشگاه فوتبال توئنته، باشگاه فوتبال ناک بردا و باشگاه فوتبال هیبرنین قرض داده شده بود.
وی همچنین با تیم ملی فوتبال غنا در ۵ مسابقه کامل بازی کرده‌است.